# さよなら天使

『さよなら天使』（さよならてんし）は、石井いさみの漫画作品。『月刊プリンセス』（秋田書店）の1975年8月号に掲載された。
日本の片田舎を舞台に意気地の無く、女々しい性格の少年、豊田新吉と都会からやって来た男勝りの少女、志摩野菊との交流を描いた短編。

## あらすじ
春から夏へと移り変わる短い季節に、都会から一人の転校生がやって来る。名前は、志摩野菊（しまのきく）と言い、男勝りな少女であった。
ある日、彼女は放課後に女子らに言いくるめられて一人で掃除をさせられていた女々しい少年、豊田新吉（とよだしんきち）のことを気にかけるようになる。
二人は段々と親しくなり、毎日を過ごすようになるが、ある時、菊は新吉が、女々しい性格なのは、「母のお腹に子供がいる時、父が漁に出て船の上でトンボを見ると生まれてくる。」という内容の伝承のせいであるということを知る。
彼の父は生まれてくる前にトンボを見たが、実際に生まれてきたのは男の子であり、新吉は言い伝えのせいで小学校に上がるまでは女の子として育てられ、女々しい少年に育ってしまったということを自信なさげに語るが、菊はそれを聞いて「何故自分に自信を持てないのか。」といった言葉を新吉に投げかける。
その後、菊が女の子であるにもかかわらず、不良グループとタイマンを張り、番長をなぎ倒す姿を見て、新吉は「自分も男らしくなる」と決意するのであったが…。

## 登場人物
豊田新吉（とよだしんきち）本作の主人公である少年。その地方で女の子を意味する言葉のトンボが愛称である。その地方の伝承による影響で、小学校に上がるまでは女の子として育てられた為、女々しい性格である。茶道部所属。
志摩野菊（しまのきく）都会から引っ越してきた少女。男勝りな性格でスポーツが得意であり、喧嘩にも長けている。

## 書籍情報
- 石井いさみ『750ロック』こだま出版〈ECコミックス〉、短編集
  1. 1979年11月16日初版発行